# Hohenpeißenberg
Hohenpeißenberg – miejscowość i gmina w Niemczech, w kraju związkowym Bawaria, w rejencji Górna Bawaria, w regionie Oberland, w powiecie Weilheim-Schongau. Leży około 12 km na południowy zachód od Weilheim in Oberbayern, przy drodze B472 i linii kolejowej Weilheim in Oberbayern – Augsburg.

## Demografia
Dane o ludności z 31 grudnia 2008:
| Opis                                | Ogółem | Ogółem | Kobiety | Kobiety | Mężczyźni | Mężczyźni |
| ----------------------------------- | ------ | ------ | ------- | ------- | --------- | --------- |
| Jednostka                           | osób   | %      | osób    | %       | osób      | %         |
| Populacja                           | 3833   | 100    | 1937    | 50,53   | 1896      | 49,47     |
| Wiek przedprodukcyjny (0–17 lat)    | 666    | 17,38  | 337     | 8,79    | 329       | 8,58      |
| Wiek produkcyjny (18–65 lat)        | 2323   | 60,61  | 1140    | 29,74   | 1183      | 30,86     |
| Wiek poprodukcyjny (powyżej 65 lat) | 844    | 22,02  | 460     | 12      | 384       | 10,02     |

## Polityka
Wójtem gminy jest Thomas Dorsch z CSU, rada gminy składa się z 16 osób.
|      | CSU | SPD | FW | AF | Razem |
| 2008 | 7   | 3   | 3  | 3  | 16    |
| 2002 | 8   | 5   | 3  | -  | 16    |